# Манифест Временного рабоче-крестьянского советского правительства Беларуси
Манифе́ст Вре́менного рабо́че-крестья́нского сове́тского прави́тельства Белору́сси (бел. Маніфест Часовага рабоча-сялянскага савецкага ўрада Беларусі) — первый конституционный акт, провозгласивший Белоруссию Советской Социалистической Республикой.

## История
Манифест был подготовлен Дмитрием Жилуновичем между 25 и 30 декабря 1918 в Москве, а подписан в ночь с 1 на 2 января 1919 года в Смоленске следующими лицами:
- Дмитрий Жилунович (председатель Временного правительства);
- Александр Мясников;
- Александр Червяков;
- Сергей Иванов;
- Исаак Рейнгольд.

Впервые опубликован на русском языке 3 января 1919, на белорусском языке опубликован 19 января 1919 года в первом номере официального правительственного органа — «Известия Временного рабоче-крестьянского советского правительства Белоруссии». Местом объявления назван Минск.
Манифест объявил о принадлежности всей власти в Беларуси Советом Рабочих, Крестьянских, батрацких и красноармейских депутатов, о ликвидации оккупационных властей и расторжении их законов, договоров, постановлений, распоряжений и приказов. Рада и правительство БНР объявлялись вне закона. Было провозглашено установление в Белоруссии революционного порядка, равенство в правах трудящихся всех национальностей. Манифест декларировал переход земли, лесов, воды и земных недр, железной дороги и путей сообщения, почтовой, телеграфной связи, фабрик, заводов и банков в собственность рабочих и беднейшего крестьянства. Устанавливался 8-часовой рабочий день и вводились в действие на территории Беларуси декреты РСФСР по «обеспечению рабочего класса». Вопросы территории республики в нём не затрагивались.